# Horizonte Médio (Peru)
Segundo a periodização de John Rowe, o Horizonte Médio é um período de desenvolvimento das civilizações andinas determinado pela predominância da Cultura de Huari em grande parte dos Andes centrais, em Tiahuanaco, na Meseta de Collao e em sua periferia.

## Denominações
O Horizonte Médio recebe outras denominações como:
- Segundo Horizonte Cultural
- Horizonte Huari
- Horizonte Tiahuanaco-Huari
- Horizonte Huari-Tiahuanaco
- Império Antigo
- Velho Império
- Império Huari
- Etapa da Alta Cultura II-C

## Cronologia
Houve um consenso entre os historiadores de que o início do Horizonte Médio ocorre com a hegemonia dos Huari frente aos Ñahuinpuquio (surgimiento do Império Huari) e que este período se encerra com o fim deste império.
Apesar disto existe uma controvérsia sobre a datação como podemos ver a seguir:
O arqueólogo norte-americano John Howland Rowe propôs em 1962 uma cronologias que previa a adoção de três diferentes Horizontes, cada um deles caracteriza-se de acordo com os arqueólogos por uma forte hegemonia inter-cultural, intercalada por dois períodos Intermédios, onde assistiríamos a um desenvolvimento de variadas culturas e civilizações com expansão territorial limitada. O Horizonte Médio foi identificado com  a ascensão do Império de Tiauanaco-Huari.
Desenvolvido posteriormente em conjunto com Dorothy Menzel em 1967, o padrão cronológico Rowe-Menzel colocava o início do Horizonte Médio em 500. Este padrão é aceito com algumas exceções, principalmente por parte de estudiosos que lidam com culturas costeiras que se tornaram independentes dos Huari. A data de início do período mais comumente aceita hoje é o ano 700, enquanto o final deste período é geralmente aceito como 1200  Já alternativa cronológica  proposta pelo arqueólogo peruano Luis G. Lumbreras fornece uma fase semelhante entre 900 e 1200, chamada de "Período do Imperio Huari".
| Autor             | Denominação     | Cronologia |
| ----------------- | --------------- | ---------- |
| Rowe-Menzel       | Horizonte Médio | 500 - 900  |
| Edward P. Lanning | Horizonte Médio | 600 - 1000 |
| Luis G. Lumbreras | Império Huari   | 900 - 1200 |
| Rogger Ravines    | Horizonte Médio | 700 - 1000 |
| Danielle Lavallée | Horizonte Médio | 800 - 1000 |

## Características principais
- Huari, o primeiro império andino.
- Surgimento e desenvolvimento das grandes cidades andinas.
- Imposição e oficialização da religião.
- Difusão do quíchua, urbanismo, plataformas, culto a Viracocha.
- Disseminação do quipo.

## Principal Estado
| Estado        | Capital                     | Localização                               | Cronologia      | Observações                    |
| ------------- | --------------------------- | ----------------------------------------- | --------------- | ------------------------------ |
| Império Huari | Complexo Arqueológico Huari | Costa e Meseta central dos Andes centrais | 800 a 1.100 d.C | Foi o primeiro império andino. |

## Outros Povos ou Estados
| Estado        | Capital    | Localização                                        | Cronologia | Observações |
| ------------- | ---------- | -------------------------------------------------- | ---------- | ----------- |
| Reino Sican   | Pomac      | Costa norte dos Andes centrais: Piura e Lambayeque | -          | -           |
| Tiahuanaco V  | Tiahuanaco | Costa e serra sul dos Andes centrais               | -          | -           |
| Chachapoya    | Kuelap     | Andes amazônicos ao norte                          | -          | -           |
| Cajamarca III | Tantarica  | Serra norte dos Andes centrais                     | -          | -           |
| Yaro          | -          | Serra norte e central dos Andes centrais           | -          | -           |
| Mollo         | Iskanwaya  | Serra sul dos Andes centrais                       | -          | -           |